# Joseph Kögler

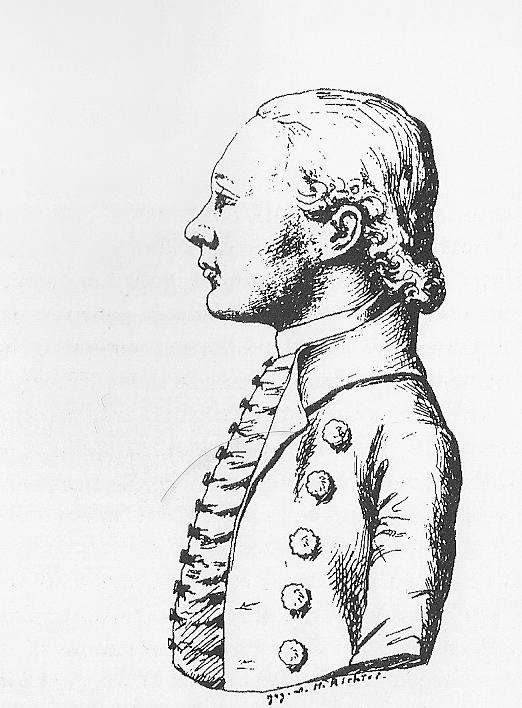
Joseph Kögler – Stich von Hieronymus Richter

Joseph Kögler (* 22. Februar 1765 in Lewin, Grafschaft Glatz; † 30. Mai 1817 in Ullersdorf an der Biele, Landkreis Glatz, Provinz Schlesien) war ein römisch-katholischer Geistlicher, Urkundensammler sowie Geschichts- und Heimatforscher zur Geschichte der Grafschaft Glatz.

## Leben
Joseph Kögler war das zweite von acht Kindern des Webers und Kirchvaters Ignatz Kögler und der Anna Rosalia, geborene Hauf, Tochter des Lewiner Stadtmüllers. Da die Grafschaft Glatz trotz des Übergangs an Preußen 1742/1763 kirchlich weiterhin zum Erzbistum Prag gehörte, wurde Joseph Kögler am 2. Juni 1777 in der Dreifaltigkeitskirche im unweit gelegenen böhmischen Neustadt an der Mettau durch den Königgrätzer Bischof Joseph Adam von Arco gefirmt. Ab Oktober d. J. besuchte er das Glatzer Katholische Gymnasium und wohnte, da er beabsichtigte Priester zu werden, im dazugehörigen Konvikt. 1780 ist er als Mitglied der Marianischen Kongregation belegt. 1781 unternahm er eine Wallfahrt über Mähren und Wien nach Mariazell in der Steiermark. Von dort kehrte er über Böhmen und Prag nach Lewin bzw. Glatz zurück. Nach eigenen Angaben legte er damals innerhalb eines Monats 134 Meilen zurück. Ein Jahr später beendete er die Studien in Glatz.
Mit Genehmigung des Prager Konsistoriums studierte er ab Oktober 1782 an der Universität Breslau sechs Jahre Philosophie und Katholische Theologie. Während dieser Zeit wohnte er im Kloster der Kreuzherren mit dem Roten Stern. 1785 legte er das Examen in der Philosophie ab, mit dem er den akademischen Grad eines „Magister der freien Künste und der Philosophie“ erwarb. Nach der Zusage des Tischtitels durch den Volpersdorfer Grundherrn Gisbert Baron von Hemm erteilte ihm am 22. September 1787 der Breslauer Weihbischof Anton Ferdinand von Rothkirch und Panthen in der Stiftskirche Hl. Kreuz die Niederen Weihen. 1788 erwarb er den akademischen Grad eines Baccalaureus der Theologie. Am 8. März 1788 wurde er mit erzbischöflicher Genehmigung durch den Weihbischof Rothkirch und Panthen in dessen Hauskapelle in Breslau zum Priester geweiht. An der Weihe nahmen Köglers Vater und Schwester teil. Im September 1788 schloss er sein Theologiestudium ab, kehrte nach Lewin zurück und wohnte zunächst drei Monate bei seinen Eltern.
Seine erste Kaplanstelle wurde ihm vom erzbischöflichen Dechanten Karl Winter ab Dezember 1788 an der Pfarrkirche St. Peter und Paul in Reinerz zugewiesen. Auf eigenen Wunsch wurde er aus gesundheitlichen Gründen ab September 1791 mit Zustimmung der Grundherrin Reichsgräfin Franziska von Schlegenberg als Kaplan an die St.-Jakobus-Kirche in Rengersdorf versetzt. Zu deren Pfarrei gehörten damals neben Rengersdorf die Gemeinden Piltsch und Aspenau sowie die Filialkirche in Eisersdorf mit Märzdorf. Als ihm 1804 die besser dotierte Kaplanstelle an der Habelschwerdter Pfarrkirche angeboten wurde, lehnte er diese wiederum aus gesundheitlichen Gründen ab.
Auf Bitten und auf Kosten seines künftigen Patronatsherrn Anton Alexander von Magnis unternahm Joseph Kögler im Jahre 1806 eine Archivreise nach Olmütz, Brünn und Przestawelk in Mähren sowie nach Neuhaus in Böhmen. Aus Przestawelk und Neuhaus brachte er eine umfangreiche Sammlung von Magnis'schen Urkundenabschriften mit. Als in den Napoleonischen Kriegen Glatz 1807 mehrfach belagert wurde, verfasste er das „Tagebuch der kriegerischen Vorfälle in der Grafschaft Glatz vom 29. Januar bis zum 20. Juli 1807“.
Auf Vorschlag des Ullersdorfer Grundherrn Anton Alexander von Magnis, dem das Patronatsrecht auf seinen Gütern zustand, wurde Joseph Kögler am 31. August 1807 als Pfarrer für die Pfarrei Johannes der Täufer in Ullersdorf präsentiert. Nachdem er die erforderliche Investitur vom Prager erzbischöflichen Konsistorium erhalten hatte, übernahm er die Stelle zum 1. Oktober 1807. Dort wirkte er zehn Jahre segensreich für die Pfarrgemeinde; zudem verbesserte er die Kirchendisziplin und ordnete das Archiv der Pfarrei.
Joseph Kögler starb am 30. Mai 1817 in Ullersdorf. Nach der Eintragung im Ullersdorfer „Begräbnisbuch“ wurde er am 2. Juni d. J. nach einem gesungenen Requiem, das vom Großdechanten Joseph Knauer und zwölf weiteren Priestern zelebriert wurde, in der herrschaftlichen Gruft der Herren von Schenkendorff im Chor der Pfarrkirche beigesetzt.

## Eigenhändige Biographie
Die von Joseph Kögler eigenhändig geschriebene „Kurze Biographie des Pfarrers Joseph Kögler“ lateinisch Brevis Biographia Parochi J. Koegler befindet sich am Anfang des Tagebuchs der Pfarrei Ullersdorf: Diarium Parochiae Ullersdorfensis erectum, et inspectum a Parocho Josepho Koegler Levinensi die 10. Octobris 1807.

## Wissenschaftliche und heimatgeschichtliche Bedeutung für das Glatzer Land
Kögler war der erste kritisch-wissenschaftlich arbeitende Geschichtsforscher der Grafschaft Glatz. Seit seiner Kaplanszeit in Rengersdorf widmete er sich trotz der großen seelsorglichen Aufgaben verstärkt seiner Leidenschaft, dem Auffinden von historischen Urkunden und anderen Schriftstücken zu. Mit einem unermesslichen Arbeitsaufwand sammelte und studierte er in Grafschafter Kirchen-, Adels- und Stadtarchiven Archivalien, schrieb Orts-, Pfarrei- und Herrschaftsbeschreibungen und legte eine umfangreiche Sammlung von Urkundenabschriften an, die er als „Archiv für Vaterlandskunde“ bezeichnete. In allen seinen Schriften legte er großen Wert auf zuverlässige Quellenangaben und wissenschaftliche Arbeitsweise. Zudem verzichtete er auf jede konfessionelle Polemik.
Köglers älteste literarische Arbeit war die Beschreibung seiner Vaterstadt Lewin aus dem Jahre 1793. Keine der umfangreichen ortsgeschichtlichen Abhandlungen wurde zu seinen Lebzeiten gedruckt. Sein Vorhaben, ein „Historisch-Topographisches Lexikon der Grafschaft Glatz“ herauszugeben, wurde durch seinen frühen Tod vereitelt.
Köglers historiografische Forschungen benutzte sein Landsmann Aloys Bach für seinen Band „Urkundliche Kirchengeschichte der Graffschaft Glaz“, der 1841 in Breslau im Druck erschien. Der Band enthält ebenfalls eine Darstellung aller Glatzer Pfarreien und Kirchen und deren Seelsorgern sowie der Schulen.

## Gedenken
Zum 100-jährigen Todestag Köglers gedachte seiner der Glatzer Gebirgsverein (G.G.V.).
- Auf Initiative des Lewiner Stadtrats Prokop Chlupp wurde an Köglers Geburtshaus eine Erinnerungstafel aus Sandstein angebracht, die vom Glatzer Bildhauer Paul Barsch geschaffen wurde. Sie enthielt die Inschrift „Geburtsstätte des Altmeisters der Glatzer Geschichte Josef Kögler Pfarrer in Ullersdorf. Geb. 22. Febr. 1765, Gest. 30. Mai 1817. An seinem 100 Todestage weihte seinem Gedächtnis diesen Stein der G.G.V.“ Diese Erinnerungstafel ist seit 1945 verschollen.
- Eine weitere Erinnerungstafel stiftete der G.G.V. für die Ullersdorfer Pfarrkirche. Sie wurde vom Landecker Bildhauer Franz Thamm, einem Sohn des Bildhauers Franz Thamm geschaffen. Kriegsbedingt konnte die Tafel erst 1922 fertiggestellt und feierlich durch den damaligen Pfarrer Beschorner eingeweiht werden. Es ist ein ovaler Eichenholzrahmen mit einem Relief-Brustbild aus Bronze und der Umschrift „Dem verdienstvollen Forscher der Geschichte der Grafschaft Glatz Joseph Kögler, Pfarrer von Ullersdorf 1807–17 widmet dieses Zeichen des Dankes der G.G.V.“ Als Vorbild für das Brustbild benutzte Thamm den von Hieronymus Richter geschaffenen Stich. Nach 1945 war auch diese Tafel abhandengekommen. Später wurde sie aufgefunden und wiederum in der Kirche platziert.

Zum 200-jährigen Todestag gedachte sein Geburtsort Lewin Kłodzki (Lewin) an den wohl bekanntesten Lewiner.
- Schon am 27. Mai 2001 wurde an seinem Geburtshaus eine zweisprachige Erinnerungstafel feierlich enthüllt. Die deutsche Inschrift lautet: „Geburtshaus Joseph Kögler * 22.II.1765, † 30.V.1817 / Pfarrer von Ullersdorf / Bedeutendster Geschichtsforscher der Grafschaft Glatz“.
- Im Jahre 2017 veranstalte des Museum Ziemi Kłodzkiej (Museum des Glatzer Landes), das sich im ehemaligen Glatzer Konvikt befindet, eine Ausstellung mit dem Titel „Ziemia Kłodzka w czasach Josepha Köglera“ (Das Glatzer Land zu Köglers Lebenszeiten). Gezeigt wurden aus Museumsbeständen altertümliche Gegenstände, historische Landkarten, Drucke, Siegel, Münzen u. a.

## Kögler-Archiv
Das ehemalige Kögler-Archiv aus Ullersdorf ist in großen Teilen erhalten. Es befindet sich im Erzbischöflichen Diözesanarchiv Breslau (Archiwum Archidiecezjalne). Ein aktuelles Bestandsverzeichnis wurde im Jahre 2000 unter dem Titel „Grafschaft Glatz (Schlesien): Die Sammlung Kögler im Erzbischöflichen Diözesanarchiv Breslau: Bestandsverzeichnis“ gedruckt.

## Werke (Auswahl)
- Die Chroniken der Grafschaft Glatz, neu bearbeitet und hrsg. von Dieter Pohl, 1992–2003
  - Bd. 1: Die Stadt- und Pfarreichroniken von Lewin, Mittelwalde, Wünschelburg, Neurode, Wilhelmstal
  - Bd. 2: Die Pfarrei- und Stadtchroniken von Glatz, Habelschwerdt, Reinerz mit den zugehörigen Dörfern
  - Bd. 3: Die Chroniken der Dörfer, Pfarreien und Grundherrschaften des Altkreises Glatz
  - Bd. 4: Die Chroniken der Dörfer, Pfarreien und Grundherrschaften des Kreises Habelschwerdt
  - Bd. 5: Die Chroniken der Dörfer, Pfarreien und Grundherrschaften des Altkreises Neurode

## Werke aus dem Glatzer Pompejus-Verlag
- Historische Nachrichten von allen bekannten feindlichen Anfällen, Blockaden und Belagerungen der Stadt und Festung Glatz als ein Beytrag zur Kriegsgeschichte der Grafschaft Glatz, 1807, Digitalisat
- Dokumentirte Beschreibung und Geschichte des in der Grafschaft Glatz gelegenen Wallfahrtsortes Albendorf aus glaubwuerdigen Urkunden gesammelt, 1827

- 1836 begann Franz August Pompejus mit der Herausgabe der Schriftenreihe „Chronicken der Grafschaft Glatz von Joseph Koegler“.
  - Der erste Band mit 394 Seiten war 1841 fertiggestellt.
  - Der zweite Band enthielt die Ortschroniken von Mittelwalde, Lewin, Wünschelburg und Neurode. Er bestand aus den Seiten 395 bis 536 sowie 112 Seiten mit Briefen und Urkunden. Aus wirtschaftlichen Gründen wurde dieser Band mitten im Text abgebrochen.[9]
- 1812 wurden gedruckt: „Glätzische Miscellen. Eine Wochenschrift von und für die Grafschaft Glatz“ herausgegeben, die von Joseph Kögler redigiert wurden. Er selbst veröffentlichte in dieser Reihe zahlreiche Aufsätze, u. a. Historische Nachrichten von den ehemaligen Regenten der Grafschaft Glatz als ein Beitrag zur Aufklärung der noch dunklen Geschichte dieses Ländchens. Insgesamt erschienen 52 Hefte. 1813 wurde die Reihe eingestellt.

## Weitere Publikationen
- Der größte Teil der weiteren Ortschroniken wurde erst 1881–1891 in der „Vierteljahrsschrift für Geschichte und Heimatskunde der Grafschaft Glatz“ veröffentlicht. Sie wurden von Franz Volkmer und Wilhelm Hohaus redigiert.